# Kroměřížské technické služby
Kroměřížské technické služby, s.r.o. jsou společností, kterou založil jediný společník město Kroměříž k zajištění veřejně prospěšných služeb.

## Historie
Kroměřížské technické služby, s.r.o. navazují na tradice předchůdce, jimiž byla od roku 1955 rozpočtová, později příspěvková organizace. Mají tedy dostatek zkušeností v oblasti poskytování veřejných služeb pro město Kroměříž, ale i pro řadu ostatních obcí a měst, se kterými úspěšně spolupracují.

## Místo
Areál společnosti se nachází v Kroměříži na ulici Kaplanova 2959/8.

## Činnosti

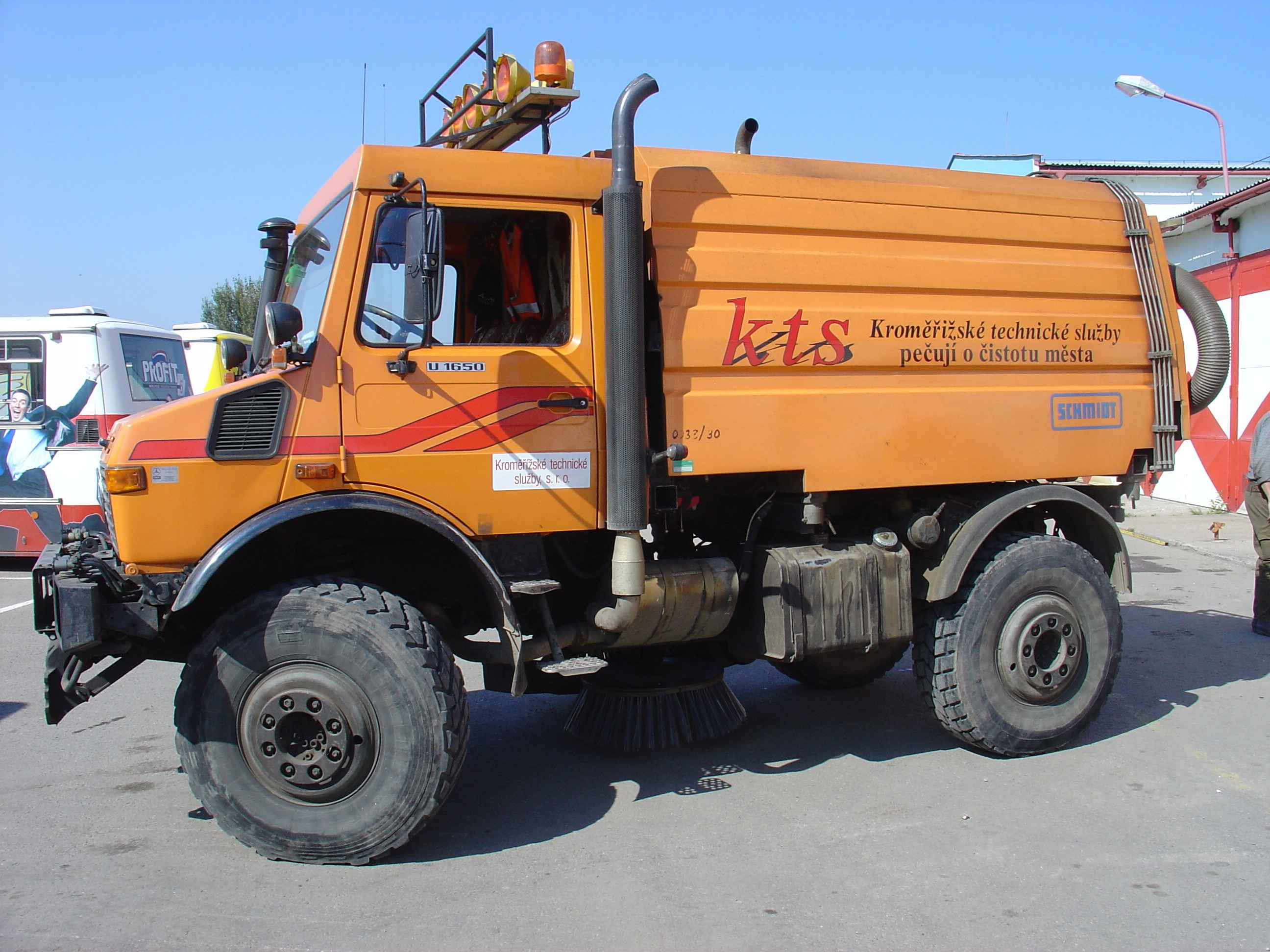
Čisticí vůz Mercedes UNIMOG

Kroměřížské technické služby, s.r.o. provádějí čištění veřejných ploch, údržbu komunikací, údržbu zeleně a sečení trávy, ořezy stromů, údržbu a provoz veřejného osvětlení (4125 světelných bodů) a světelné signalizace, provozování městského tržiště ,psího a od roku 2024 také kočičího útulku, obsluhu parkovišť, výkon správy pohřebišť, provozování MHD, správu svěřeného nemovitého a movitého majetku, zajišťování údržby a oprav bytového a nebytového fondu a provoz tepelného hospodářství.

### Výkon správy pohřebišť

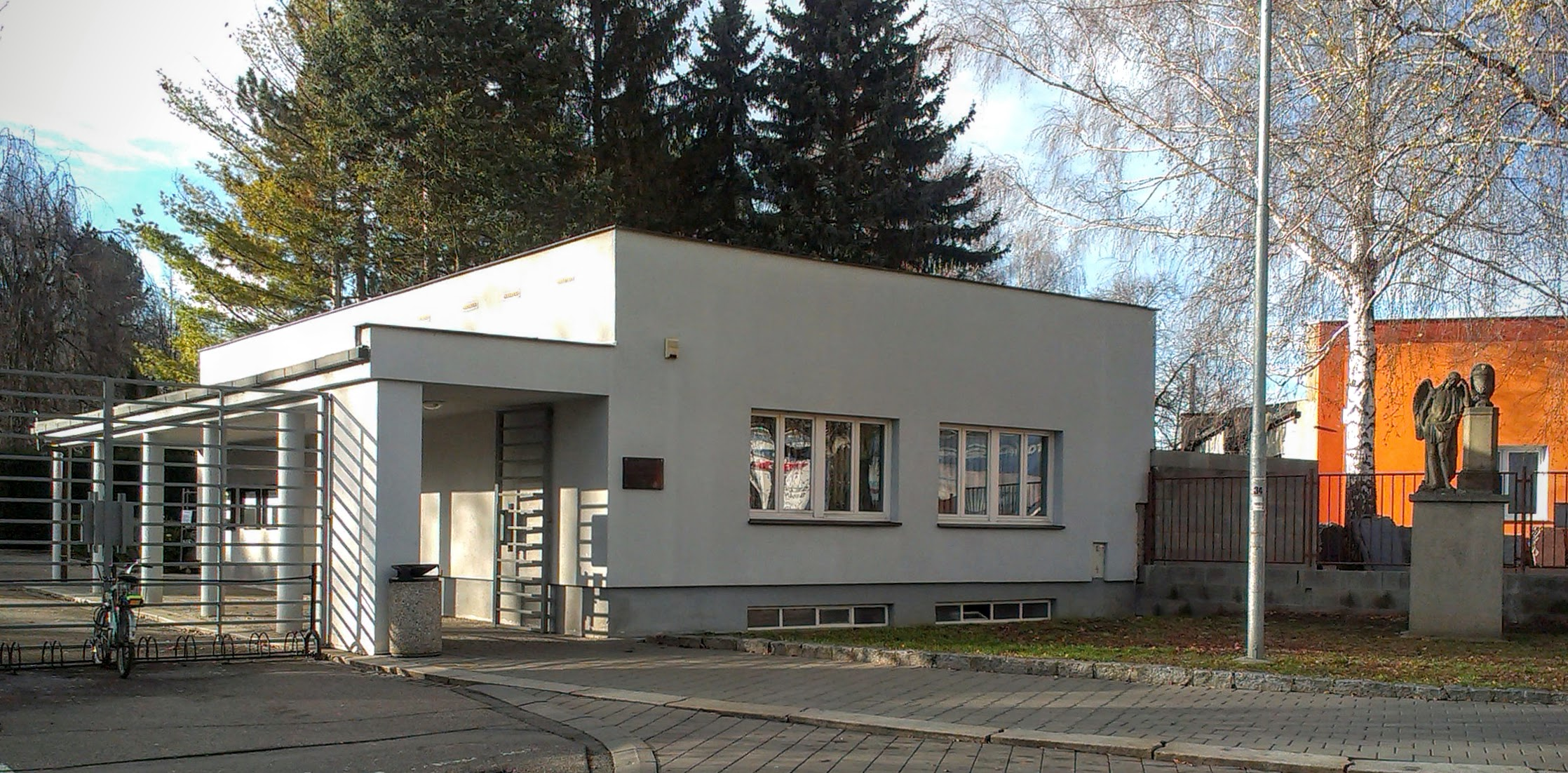
Hřbitov Kroměříž

Společnost zajišťuje výkon správy pohřebiště nejen v Kroměříži (včetně židovské části),
ale i hřbitovy v místních částech Bílany, Drahlov, Hradisko, Těšnovice, Trávník a Zlámanka.
Kulturní památky na kroměřížských hřbitovech
- Empírový památník c.k. generála rytíře Václava z Frierenbergeru. V Ústředním seznamu kulturních památek České republiky je veden jako nemovitá Kulturní památka České republiky[6] pod číslem 101308.
- Kamenný kříž z roku 1735. V Ústředním seznamu kulturních památek České republiky je veden jako nemovitá Kulturní památka České republiky[7] pod číslem 101319.
- Křížová cesta z roku 1762. V Ústředním seznamu kulturních památek České republiky je vedena jako nemovitá Kulturní památka České republiky[8] pod číslem 68465/-6035.
- Kamenný kříž u hřbitovní zdi v Trávníku. V Ústředním seznamu kulturních památek České republiky je veden jako nemovitá Kulturní památka České republiky[9] pod číslem 18337/7-6163.
- Socha sv. Václava (sochař Antonín Tomáš Beck (1835-1908)) na hřbitově v Hradisku. V Ústředním seznamu kulturních památek České republiky je vedena spolu s kostelem Všech svatých pod číslem 31947/7-6098.[10]

### MHD

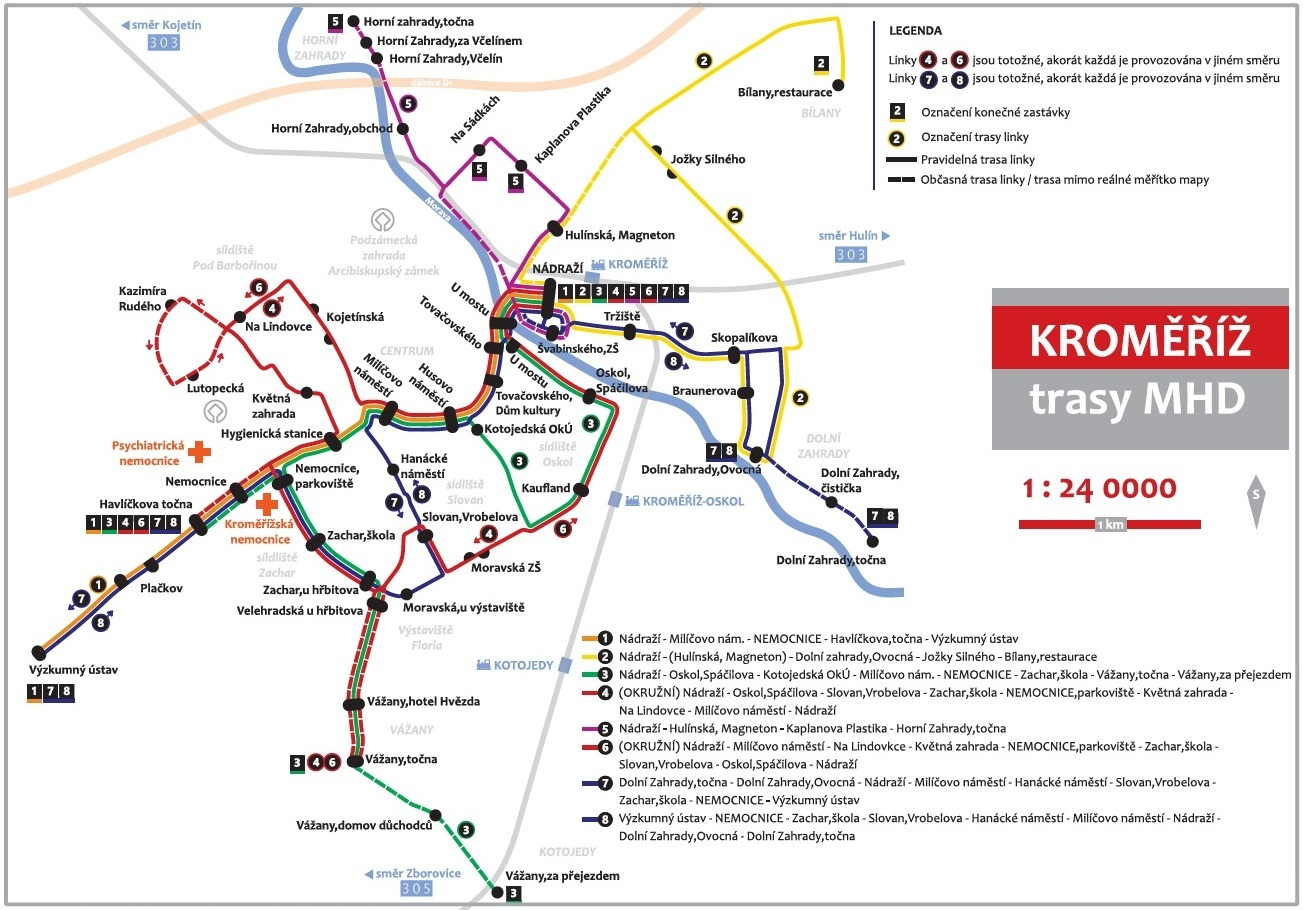
Schéma sítě MHD v Kroměříži

Poprvé byla krátkodobě zavedena pravidelná Městská hromadná doprava v Kroměříži v rámci oslav výročí přemístění říšského sněmu spojené s výstavou „100 let českého národního života", a to od června do srpna 1948. Trvalá MHD byla zavedena v roce 1955 závodem ČSAD č. 1205 na dvou linkách,
které zhruba odpovídají dnešním linkám 1 a 2. V 70. letech přibyly další linky. Od 1. června 1995 dopravu převzaly Kroměřížské technické služby, s. r. o.
K rozšíření sítě do ulice Kazimíra Rudého a Lutopecké a do obce Kotojedy došlo od prosince 2005, zároveň byl rozšířen rozsah provozu a zpravidelněny některé jízdní řády.
Kroměřížské technické služby, s.r.o. zajišťují městskou hromadnou dopravu v Kroměříži a jeho místních částech na 8 autobusových linkách 775001-775008. Uzlovým bodem všech linek jsou zastávky u kroměřížského nádraží. Přeprava je realizována nízkopodlažními autobusy Volvo 7700. Dříve i řady 7000 ty byly ale v roce 2024 prodány. Autobusy Volvo řady 7700 jsou provozovány v Česku pouze v Kroměříži.Při platbě jsou přiznávány slevy za platbu čipovou kartou a sleva z nahraného úseku.
Dopravce je zapojen do systému vzájemné akceptace čipových karet KORIS, včetně elektronické peněženky s těmito dalšími dopravci:
- ČSAD Vsetín a. s.
- ČSAD BUS Uherské Hradiště a. s.
- KRODOS BUS a. s.
- Karel Housa - HOUSACAR

V rámci obnovy vozového parku nakoupila společnost počátkem roku 2017 dva nové autobusy Iveco Urbanway 12M s ekologickým motorem na stlačený zemní plyn. V červenci 2018 uvedla společnost do provozu třetí autobus Iveco Urbanway 12M s pohonem na stlačený zemní plyn. V roce 2021 rozšířila společnost svůj vozový park o hybridní autobus Volvo 7900 LH  a v roce 2024 byly do vozového parku přidány dva nové vozy MAN Lion's City 12m.

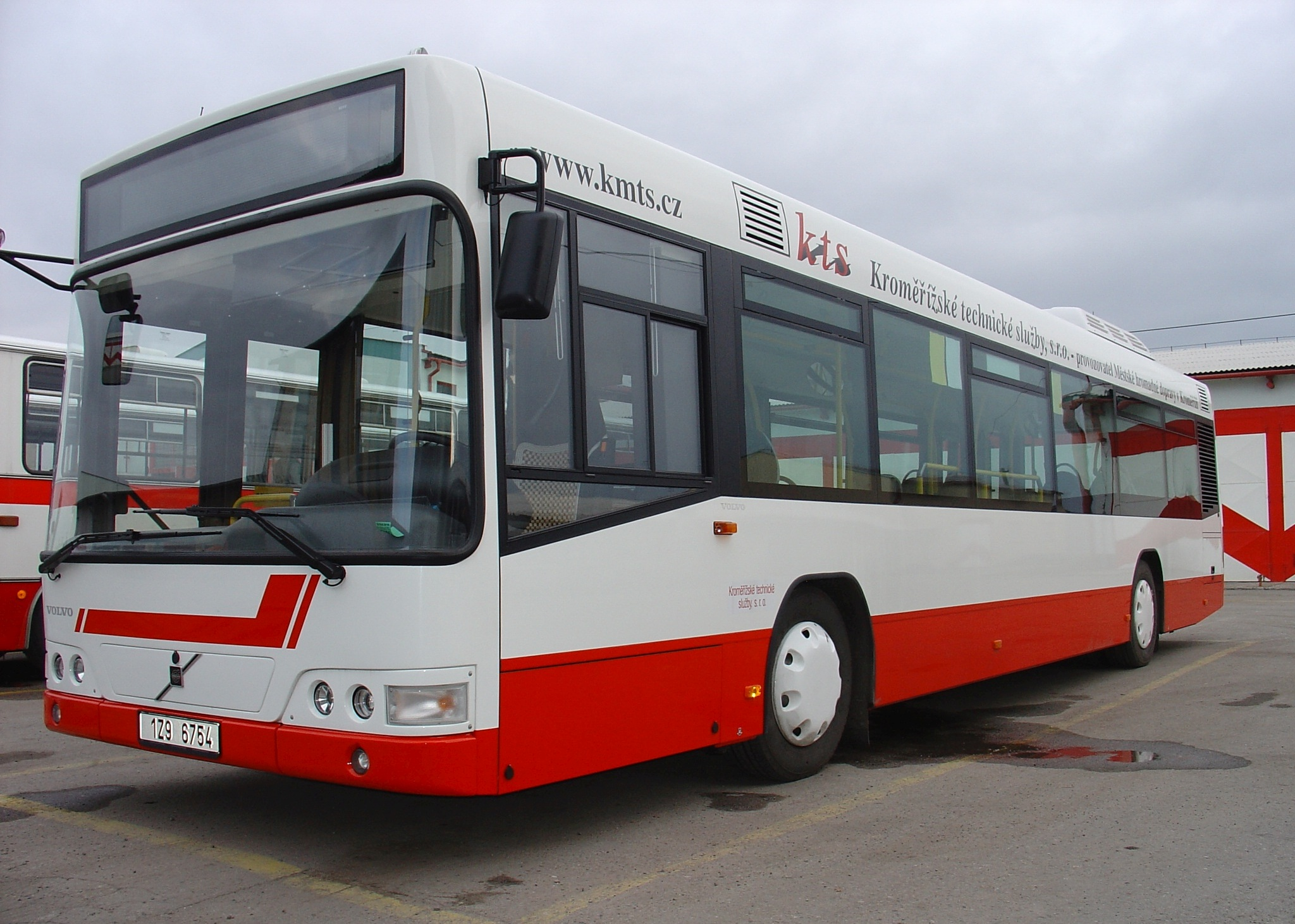
Volvo 7000 B7L
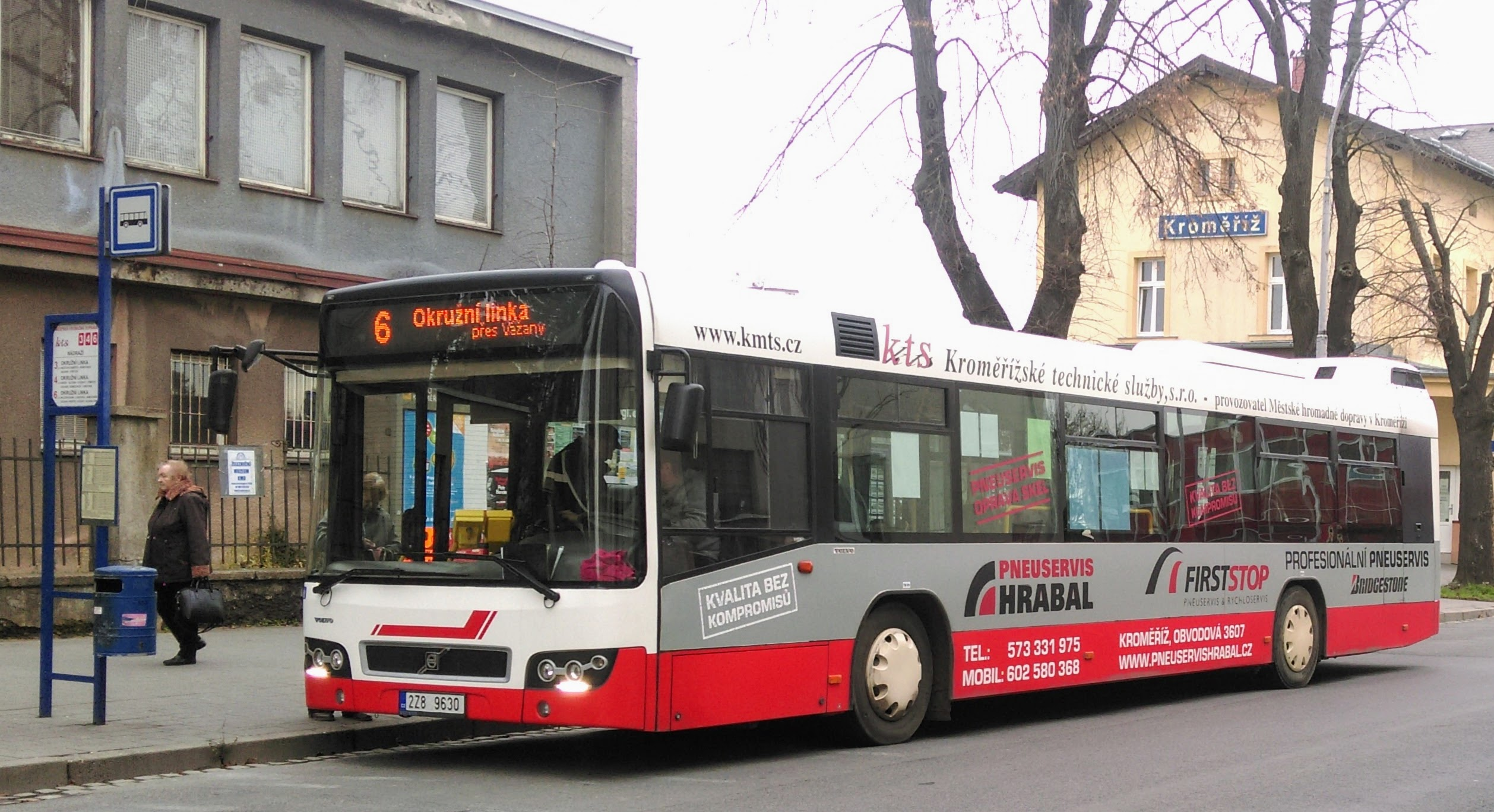
VOLVO 7700 B9L
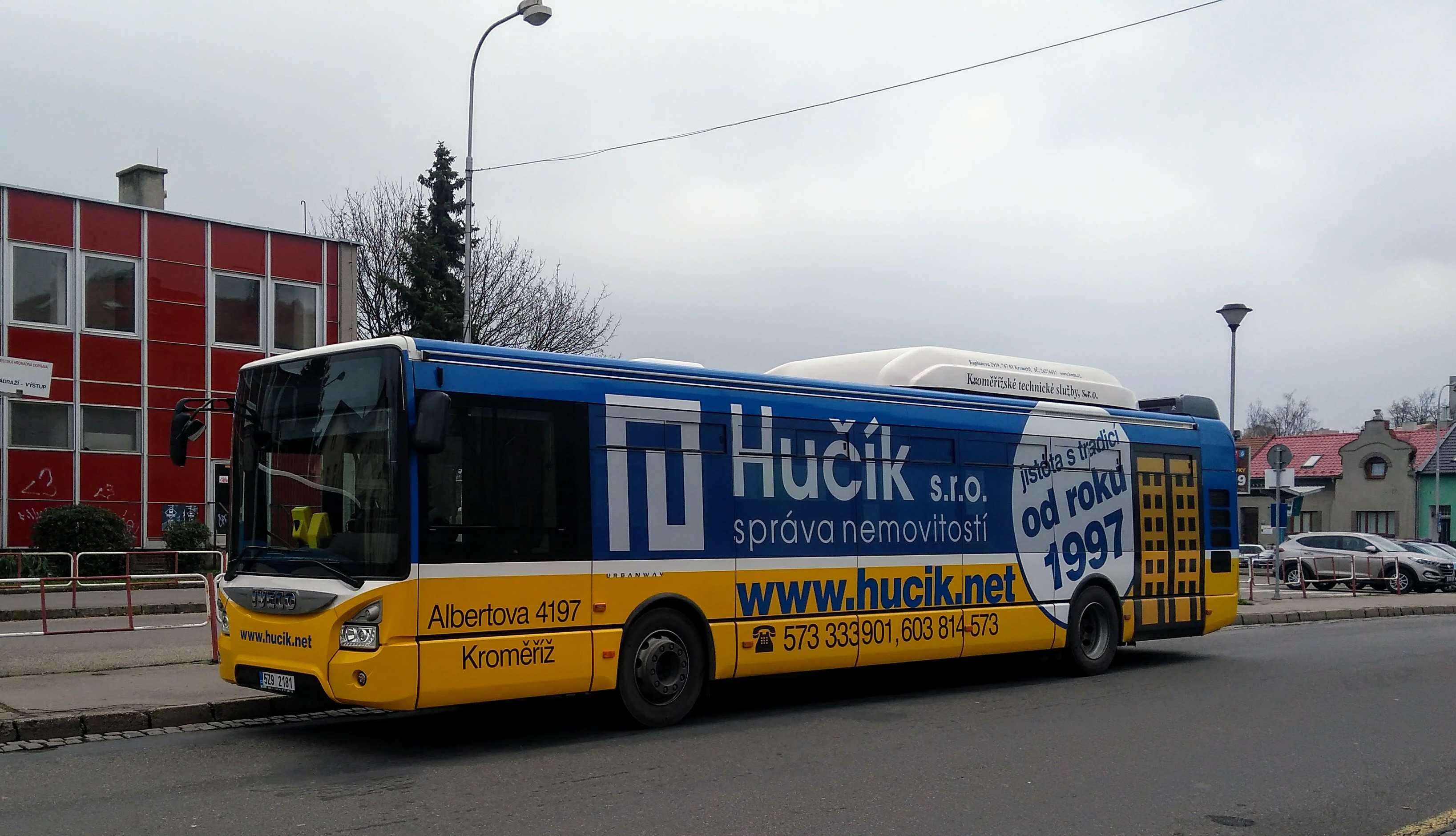
Iveco Urbanway 12M s motorem Cursor 8 CNG

## Certifikace
Společnost je držitelem certifikátu Mezinárodní organizace pro normalizaci systému managementu jakosti podle normy ČSN EN ISO 9001:2009 a certifikátu dle normy ČSN EN ISO 14001:2005 se týkají environmentálního managementu, tedy managementu životního prostředí.